# Jagodina
Jagodina er en by i det centrale Serbien med et indbyggertal på cirka 34.892 (2022) indbyggere. Byen er hovedby i distriktet Pomoravlje og ligger ved bredden af floden Belica.
Navnet Jagodina er afledt af den serbisk betegnelse for jordbær-slægten.